# 树人镇
镇是中国重庆市丰都县下辖的一个镇。

## 行政区划
镇辖1个居委会、9个行政村：大柏树居委会、三元寺村、万寿桥村、双凤山村、大楼脚村、大石板村、三口井村、岩口场村、白江洞村、石岭岗村